# آدا نيكول سانجر
آدا نيكول سانجر (بالإنجليزية: Ada-Nicole Sanger) (بالإنجليزية: Ada-Nicole Sanger) هي ممثلة أمريكية ولدت في 24 يناير عام 1998 في الولايات المتحدة الأمريكية.ظهرت أول مرة على شاشة التلفزيون في فيلم البالغون (فيلم 2010) والبالغون 2 (فيلم 2013)

## أعمالها
- البالغون (فيلم 2010)
- البالغون 2 (فيلم 2013)

## وصلات خارجية
- آدا نيكول سانجر على موقع IMDb (الإنجليزية)
- آدا نيكول سانجر على موقع قاعدة بيانات الفيلم (الإنجليزية)